# Konin (stacja kolejowa)
Konin – węzłowa stacja kolejowa w centrum prawobrzeżnej części Konina, przy ulicy Kolejowej 1. Koniński dworzec jest jednym z sześciu najważniejszych dworców w województwie wielkopolskim, według klasyfikacji PKP ma kategorię dworca regionalnego.

## Ruch pasażerski
| Rok  | Wymiana roczna | Wymiana pasażerska na dobę | Miejsce w Polsce |
| ---- | -------------- | -------------------------- | ---------------- |
| 2017 | 767 000        | 2100                       |                  |
| 2018 | 621 000        | 1700                       |                  |
| 2019 | 767 000        | 2100                       |                  |
| 2020 | 475 000        | 1300                       |                  |
| 2021 | 584 000        | 1600                       |                  |
| 2022 | 876 000        | 2400                       |                  |
| 2023 | 985 500        | 2700                       |                  |

## Historia

### 1912–1918
Pierwsze tory kolejowe położone zostały w okolicach Konina na przełomie 1911/1912 roku w podkonińskiej wówczas wsi Łężyn. Powstała wtedy wąskotorowa (rozstaw 750 mm) kolejka dowożąca buraki cukrowe do nowo wybudowanej cukrowni w Gosławicach. W połowie 1914 roku wybuchła I wojna światowa, a Konin został zajęty przez wojska niemieckie. Pod koniec grudnia tego roku przedłużono linię do znajdującej się na północ od miasta, wówczas odrębnej wsi Czarków. Tory kolejki kończyły się wówczas na rogu obecnych ulic Poznańskiej i Kleczewskiej, gdzie ustanowiono wąskotorową stację Konin. W 1915 roku prześwit torów zmieniono z 750 mm, na rozstaw 600 mm, a między Czarkowem i Pątnowem uruchomiono połączenie pasażerskie.

### 1919–1938
Po zakończeniu działań wojennych rozpoczęto naprawę zniszczeń oraz budowę nowych połączeń, zwłaszcza w granicach byłego Królestwa Polskiego, będącego pod zwierzchnictwem Imperium Rosyjskiego. Przedstawiono wtedy plany połączenia dwóch istniejących odcinków Poznań – Strzałkowo oraz Kutno – Warszawa, linią przez Konin. W maju 1919 roku rozpoczęto prace nad kolejowym połączeniem Poznania z Warszawą. Inwestycja często wstrzymywana była ze względu na brak materiałów, powolne prace przy budowie obiektów inżynieryjnych, strajki załogi czy wreszcie przez trwającą od początku 1919 roku wojnę polsko-bolszewicką. Rok po rozpoczęciu prac, 20 maja 1920, prowizorycznie połączono Strzałkowo z Kutnem. 25 stycznia 1922 roku zainaugurowano przewozy na odcinku Strzałkowo – Konin – Kutno, a prace inżynieryjne ostatecznie ukończono w listopadzie 1925 roku. Pod koniec tego samego roku oddano do użytku bocznicę kolejową do gosławickiej cukrowni. Planowano także budowę przez Konin magistrali węglowej, jednak ostatecznie wybrano inny przebieg trasy.

### 1939–1959
1 września 1939 roku Niemcy hitlerowskie dokonały agresji na Polskę. W pierwszych dniach wojny zniszczono wiele obiektów sieci transportowej, w tym konińską stację kolejową – nalot kilku Ju 87 Stuka zniszczył torowiska, wschodnie skrzydło budynku dworca, a także spowodował śmierć kilkunastu cywili i pracowników kolei. Kolej regionu konińskiego została włączona w struktury Deutsche Reichsbahn. Jeszcze przed końcem roku przywrócono przejezdność na osi wschód-zachód, a w lipcu 1940 zakończono naprawę dworca kolejowego w Koninie. W związku ze strategicznym przebiegiem linii Poznań – Kutno, od czerwca 1941 roku rozpoczęto rozbudowę i modernizację linii. W ciągu roku, na 179-kilometrowym odcinku powstał drugi tor szlakowy, nowoczesne nastawnie, urządzenia sterowania ruchem, parowozownie i wagonownie. 20 stycznia 1945 roku do Konina wkroczyła Armia Czerwona. Po wyzwoleniu, w lutym 1945 na stacji zmieniono rozstaw szyn z 1435 na 1524 mm dla celów radzieckich transportów wojskowych. Podczas ostatnich dni wojny przez Konin przejeżdżało do 24 par radzieckich wojskowych pociągów z zaopatrzeniem.
Po klęsce Niemiec, od października 1945 rozpoczęto ponowne przekuwanie torów na rozstaw szyn 1435 mm, a stacja przeszła pod zarząd Dyrekcji Okręgowej Kolei Państwowych Łódź. W pierwszych latach powojennych naprawiano i modernizowano infrastrukturę konińskiej stacji. Przygotowania Związku Radzieckiego do zimnej wojny spowodowały rozkwit głównych linii i stacji kolejowych. W latach 50. przekształcono poniemiecką parowozownię w wagonownię, zorganizowano kolejowy oddział straży pożarnej. W 1958 roku DOKP Łódź zostało zlikwidowane, a stacja Konin została przyłączona do DOKP Poznań. Rok później w ciągu ulicy Przemysłowej, na wschód od stacji przerzucono nad torami wiadukt.

### 1960–1988
Na początku lat 60. rozpoczęto proces elektryfikacji linii Poznań – Konin – Warszawa: we wrześniu 1962 roku przyjechał do Konina pierwszy pociąg elektryczny, a w połowie 1964 roku możliwe było połączenie pociągiem z trakcją elektryczną z Poznaniem. Między 1962 a 1964 rokiem w Koninie następowała zmiana lokomotyw z elektrycznej na parową. W tym samym czasie stacja przeszła gruntowne zmiany: zmieniono układ torów stacyjnych, wprowadzono semafory świetlne, podniesiono i wydłużono perony oraz zamontowano na nich oświetlenie. Wydrążono także tunel prowadzący do peronu 2, który w latach 70. został przedłużony do peronu 3., a w 1981 do nowo powstałego osiedla Zatorze. W roku 1965, w związku z rozbudową odkrywek węgla brunatnego na północy regionu, zlikwidowano torowisko kolejki wąskotorowej na odcinku Konin Wąskotorowy – Jabłonka Słupecka, a budynek dworca wąskotorowego wyburzono. W roku 1971 rozpoczęto przygotowania do budowy 15-kilometrowej, normalnotorowej linii Konin – Kazimierz Biskupi, mającej połączyć centrum nowej części miasta ze znajdującymi się na północy zakładami przemysłowymi: elektrowniami Konin i Pątnów, hutą aluminium, FUGO oraz odkrywkami KWB Konin. W tym celu powstał wyspowy peron nr 3, a także przelotowa hala dla lokomotyw spalinowych obsługujących nową linię. Uroczysta inauguracja przewozów na linii nr 388 odbyła się 26 maja 1974 roku. W drugiej połowie lat 70. rozpoczęto budowę nowego centrum komunikacyjnego – połączonego dworca kolejowego, autobusowego i pocztowego. Część dworca dla PKS oddano do użytku w 1977 roku. Po rozpoczęciu rozbiórki starego dworca, władze wstrzymały dalsze finansowanie projektu, wskutek czego istniejące skrzydło dworca przejęła kolej. Na przełomie lat 70. i 80. wybudowano nad ulicą Torową kładkę dla pieszych, a później powstał Wiadukt Briański – drogowa przeprawa nad torami w ciągu ulicy Kleczewskiej. 1 czerwca 1984 roku oddano także do użytku przystanek Konin Zachód, jeden z dwóch planowanych przystanków na linii nr 3.

### Od 1989
Od przełomu lat 80. i 90. zaczęto likwidować lub opuszczać wiele budynków i budowli kolejowych – rozebrano m.in. obrotnicę przy parowozowni czy halę spalinowozów dla linii nr 388. 27 maja 1995 roku po torach linii nr 388 przejechał ostatni planowy pociąg pasażerski. Ze wsparciem Wspólnoty Europejskiej w latach 1998–1999 na linii kolejowej nr 3 zastosowano samoczynną blokadę liniową oraz zmodernizowano tor nr 2. W czerwcu 2012 stowarzyszenie Akcja Konin w porozumieniu z PKP pomalowało zewnętrzną elewację dworca – wolontariusze namalowali czarne sylwetki postaci na tle żółto-brązowych ukośnych pasów. Była to nagroda za projekt odświeżenia dworca w konkursie organizowanym przez producenta farb marki Dulux. W 2013 roku Towarzystwo Przyjaciół Konina, przy wsparciu władz miasta, rozpoczęło starania o odbudowę dworca w formie wyburzonego w 1977 budynku nawiązującego do staropolskiego dworku. W maju 2013 roku zapadła decyzja o głębokiej modernizacji konińskiego dworca, jednak w listopadzie postanowiono obecny gmach wyburzyć i wznieść całkowicie nowy obiekt. Do czerwca 2014 roku miał powstać plan zagospodarowania przestrzennego i projekt bryły dworca, a prace budowlane miały rozpocząć się w 2015 roku. Plany zakładały stworzenie dworca kombinowanego, dla kolei, PKS oraz autobusów międzynarodowych. Budynek miał ponadto zostać przystosowany dla niepełnosprawnych, parking przed dworcem przebudowany, a w dalszej perspektywie planowano zmodernizować perony. W połowie 2014 roku okazało się, że budowa nowego gmachu opóźni się ze względu na brak inwestora, którego PKP zaczęło poszukiwać w kwietniu. Nowa inicjatywa kolejowa Małe projekty deweloperskie zakłada budowę nowego dworca połączonego z przestrzenią handlowo-biurową, przedstawiając także swoje wizje nowego dworca. Poza Koninem, przebudowie miałyby być także poddane dworce w Mińsku Mazowieckim, Dębicy i Oświęcimiu. Ostatecznie, na początku 2015 roku, udało się pozyskać inwestorów gotowych sfinansować budowę nowego dworca. Koszty inwestycji szacowane są na 38 mln złotych, a inwestor jest w stanie wybudować nowy obiekt w około 12 miesięcy. Początkowo rozpoczęcie prac budowlanych planowano na przełom 2016 i 2017 roku, jednak przeciągające się konsultacje w sprawie projektu oraz sprawy własnościowe gruntów przesunęły rozpoczęcie budowy na wiosnę 2018. Prace przy budowie dworca miały się zbiec w czasie z trwającą od połowy 2017 roku modernizacją linii kolejowej nr 3 na odcinku Swarzędz – Sochaczew, obejmującą również stację w Koninie. Po remoncie peronów i torów na stacji pozostały 2 perony, 4 krawędzie peronowe i 4 tory peronowe.

## Linie kolejowe
Przez stację kolejową Konin przebiega linia kolejowa nr 3 (Warszawa Zachodnia – Kunowice), będąca częścią europejskiej linii kolejowej E 20 (Berlin – Moskwa). Ponadto na stacji swój bieg rozpoczynała linia nr 388, odbijająca w kierunku północnym. Linia kolejowa nr 3 jest zelektryfikowana, natomiast na linii nr 388 brak trakcji elektrycznej. W 2013 roku linię kolejową nr 388 przekształcono w ciąg bocznicowy Konin – Pątnów, tor 1P.
Linia kolejowa nr 3 wykorzystywana jest zarówno w ruchu pasażerskim, jak i towarowym. Na linii nr 388 do roku 1995 prowadzono ruch pasażerski, obecnie występuje tylko sporadyczny ruch towarowy.

## Infrastruktura

### Budynek dworca

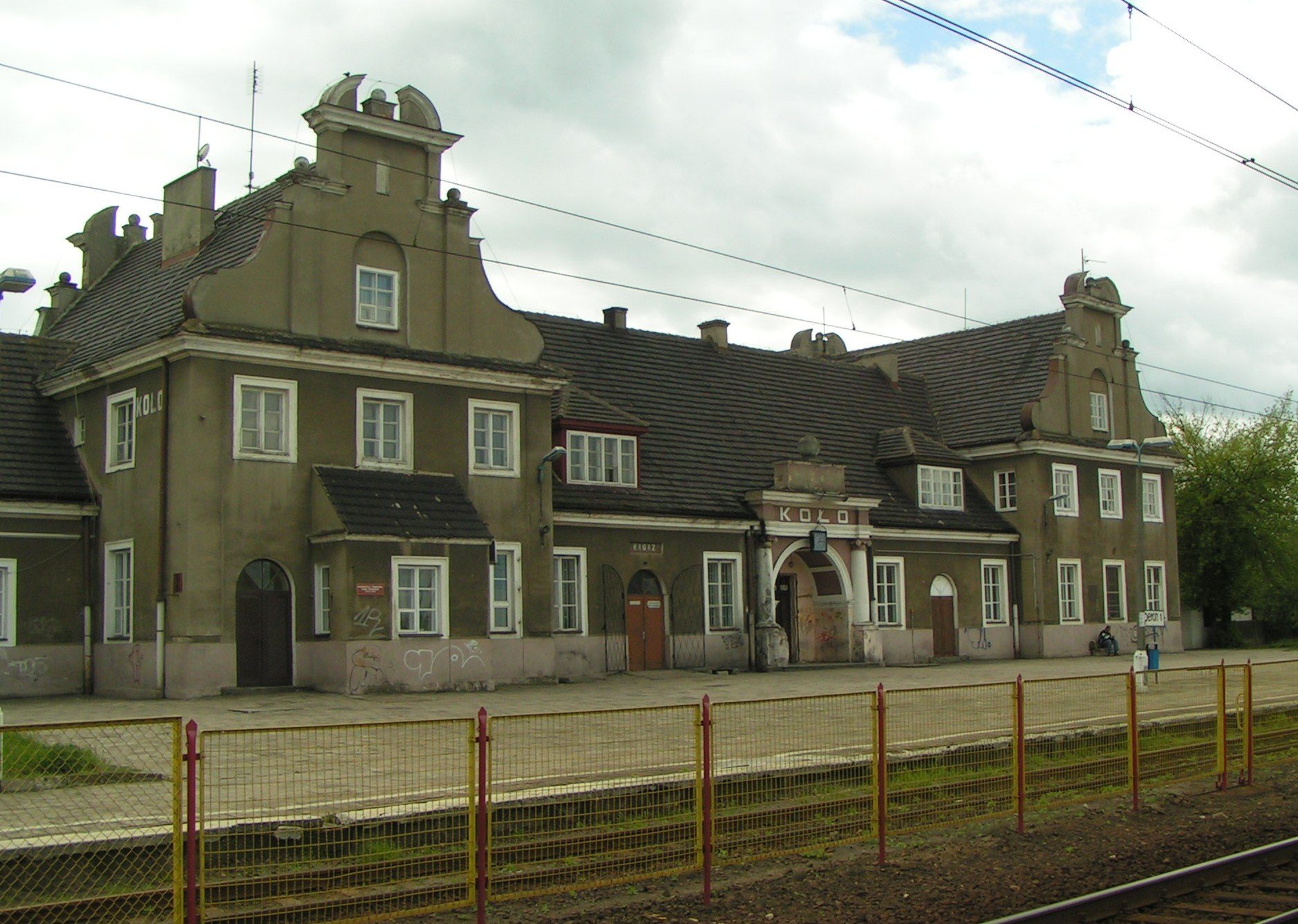
Dworzec kolejowy w Kole przed modernizacją – niemal identyczny budynek stał do 1977 roku w Koninie

Pierwszym budynkiem dworca kolei wąskotorowej był, znajdujący się u zbiegu obecnych ulic Poznańskiej i Kleczewskiej, budynek mieszkalny, w którym urządzono kasę, biuro oraz punkt gastronomiczny. W granicach prowizorycznej stacji znajdowały się także dwa magazyny oraz studnia, z której czerpano potrzebną parowozom wodę. W 1921 roku stację przeniesiono na północną pierzeję stacji normalnotorowej, wybudowano dworzec oraz drewnianą parowozownię, tworząc stację styczną kolei wąsko- i normalnotorowej.
Pierwsze budynki pełniące rolę dworca kolei normalnotorowej były prowizorycznymi barakami. Usytuowane były w okolicach obecnego dworca, przy obecnej ulicy Kolejowej. Dopiero około roku 1926 otwarto dwuskrzydłowy neorenesansowy budynek, nawiązujący stylem do staropolskiego dworku szlacheckiego. Projektantem dworca był inż. Romuald Miller, autor m.in. bliźniaczego dworca w Kole. W tym samym czasie powstała droga dojazdowa do stacji (obecna ulica Dworcowa), magazyn, wieża ciśnień oraz zlokalizowana na północno-wschodnim rogu obecnych ulic Warszawskiej i Przemysłowej, pompownia.
Według tego samego, lecz okrojonego o jedno skrzydło projektu (w porównaniu do obu wyżej wskazanych dworców) powstały mniejsze dworce w Gostyninie, Łęczycy, Ozorkowie i Sierpcu. W pierwszej połowie lat 20. wykonano projekt typowy dla stacji średniej wielkości w dwóch wariantach – podstawowym i rozszerzonym. Wariant podstawowy przewidywał dwie poczekalnie (I i II oraz III klasy), kasę z pomieszczeniem bagażowym oraz pomieszczenia dla zawiadowcy i dyżurnego ruchu. W wariancie rozszerzonym wprowadzono dodatkowo hall, bufet z zapleczem kuchennym oraz punkt pocztowy. Od strony torów zaplanowano wysunięte poza obrys budynku pomieszczenie z dużymi oknami dla dyżurnego ruchu, gdzie znajdowały się urządzenia do sterowania ruchem kolejowym. Na wyższych kondygnacjach przewidziano mieszkania służbowe dla urzędników kolejowych. W wariancie rozszerzonym uwzględniono ponadto możliwość wyprowadzenia z holu schodów do piwnicy i połączenie w ten sposób dworca z ewentualnym tunelem pod torami, a w efekcie bezkolizyjne przejście na dalsze perony.
W połowie lat 60. XX wieku powstały plany budowy nowego dworca, mającego być centrum komunikacyjnym – oprócz obsługi kolei miał się tam też znajdować terminal dla autobusów i urząd pocztowy. Projektantem nowego dworca był inż. Zygmunt Kłopocki z Biura Projektów Kolejowych w Poznaniu. Obecne, zachodnie skrzydło dworca, oddane do użytku 24 lutego 1977 roku, miało być zajmowane przez PKS. Część dla PKP miała zostać wybudowana po rozbiórce starego dworca. W trakcie prac rozbiórkowych, wycofano jednak fundusze na budowę wschodniej części, wskutek czego najpierw wstrzymano, a później anulowano dalsze prace nad rozbudową budynku. Wschodnia część dworca została w posiadaniu PKP, a PKS pozostał w swoim dawnym budynku przy ulicy Grunwaldzkiej 4, w lewobrzeżnej, starej części Konina.
W zachodniej części dworca znajduje się kasa biletowa spółki PKP Intercity, Punkt Obsługi Klienta Kolei Wielkopolskich, kasa biletowa PKS Konin oraz niewielkie punkty handlowo-usługowe. Na zewnątrz, przy wschodnim wejściu do budynku znajduje się automat biletowy sprzedający bilety na pociągi Kolei Wielkopolskich, Przewozów Regionalnych i PKP Intercity, a we wschodnim skrzydle niewielka kawiarnia i restauracja serwująca dania azjatyckie.

### Perony

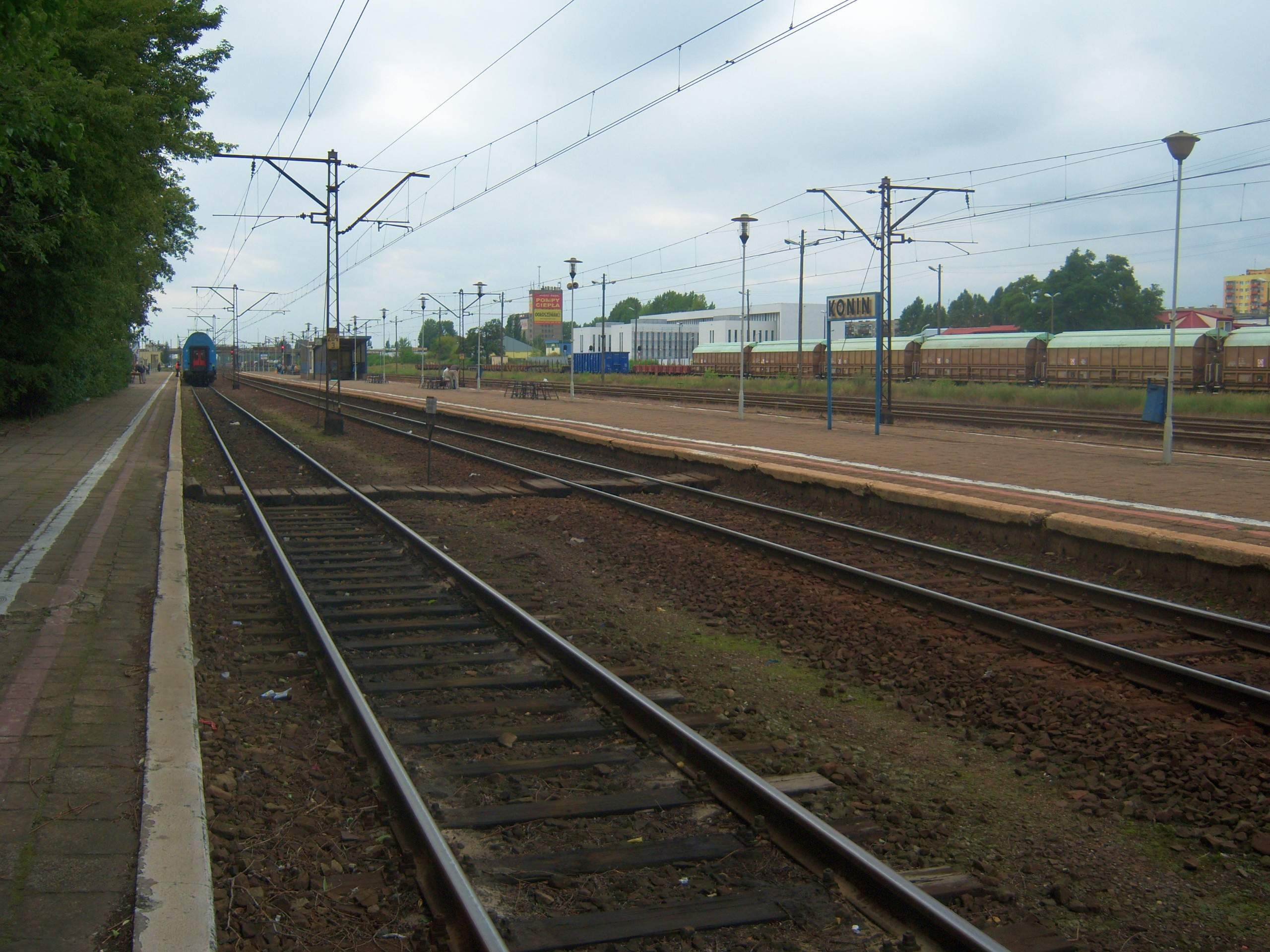
Widok na stację z peronu pierwszego

Na stacji znajdowały się trzy niskokrawędziowe perony. Pierwszy z nich był peronem bocznym, jednokrawędziowym znajdującym się przy torze nr 4. Peron drugi był peronem wyspowym, dwukrawędziowym znajdującym się między torami 1 i 2. Perony pierwszy i drugi znajdują się na linii nr 3. Nieczynny peron trzeci również był peronem wyspowym, dwukrawędziowym znajdującym się w ciągu nieczynnej dla ruchu pasażerskiego linii nr 388 przy torach nr 19 i 21. Wszystkie perony mają nawierzchnię utwardzoną. Dojście do peronu 1 i 2 możliwe jest poprzez przejście przez podziemny tunel. Długość peronów 1 i 2 wynosi 410 (po modernizacji aktualnie 400 metrów.). Po wykonanej modernizacji stacji kolejowej perony 1 i 2 mają długość 400 metrów i wysokość 0,76 metra, o nawierzchni utwardzonej, z zamontowanymi wiatami, systemem informacji pasażerskiej i ławkami.

### Lokomotywownia i wagonownia
W latach 1941–1943 stację w Koninie znacznie rozbudowano – na zachód od budynku dworca powstała wielostanowiskowa czołowa parowozownia, wagonownia, stanowisko nawęglania lokomotyw, obrotnica kolejowa, wieża ciśnień, nastawnie i stacje transformatorowe. Na początku lat 50. XX wieku wagonownię przemianowano na lokomotywownię II klasy, rozebraną ostatecznie w 2008 roku. Wagonownia mieściła się budynku wybudowanym jeszcze przez Niemców i pracowała do 2003. Posiadała kilka torów zadaszonych, tokarnię do obróbki zestawów kołowych, kuźnię, malarnię, stolarnię oraz część socjalną dla pracowników. Na terenie tym znajdowały się również budynki z zapleczem warsztatowym, magazyny i pomieszczenia dla administracji. W wagonowni naprawiano wagony towarowe, a w latach 90. także wagony osobowe, piętrowe. W tym samym czasie, po dokonanej reorganizacji na kolei, lokalizacja wagonowni skupiała w sobie wszystkie służby kolejowe – wagonownię, lokomotywownię i samochodownię. Po zamknięciu działalności pracownicy zostali przeniesieni do Zakładu Taboru w Poznaniu, a później do poznańskiego oddziału PKP Cargo. Przez kilka lat budynek stał niezagospodarowany. Od 2011 roku teren byłej wagonowni stanowi siedzibę firmy Torpol, w związku z czym wagonownia została wyremontowana i zmodernizowana. Odnowiono warsztaty, a także gruntownie zmodernizowano pomieszczenia socjalne.

### Wieże ciśnień

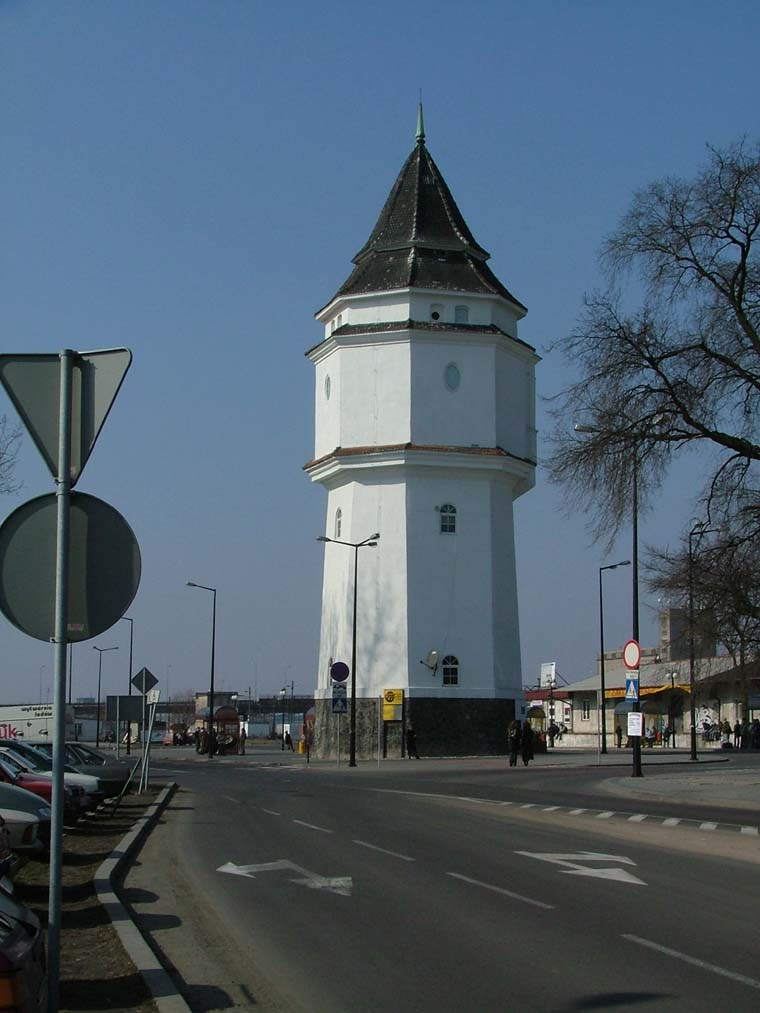
Nieczynna wieża ciśnień przy dworcu PKP w Koninie z 1924 roku zaadaptowana na galerię sztuki

Na stacji w Koninie znajdują się dwie wieże ciśnień. Pierwsza, z lat 20. XX wieku, znajduje się w bezpośrednim sąsiedztwie budynku dworca. Jest to ośmiokątna wieża o konstrukcji żelbetonowej. Wysokość wraz z iglicą wynosi 30,17 m, a szerokość u podstawy – 9,44 m. Wieża w dwóch koncentrycznych zbiornikach mieściła 200 m³ wody. Od lat 70. nieużywana, w latach 1977–1994 mieściła Biuro Wystaw Artystycznych, przemianowane później na galerię sztuki współczesnej Wieża Ciśnień.
Druga wieża została wybudowana przez Niemców w latach 1941–1942 około 1500 metrów na zachód od obecnego budynku dworca, w pobliżu nieistniejącej parowozowni. Jest to żelbetonowa konstrukcja oparta na rzucie dwunastokąta foremnego. Wysokość wynosi 35 metrów, natomiast szerokość jest równa 15,7 m. Pojedynczy zbiornik wodny o pojemności 500 m³, zajmujący dwa z sześciu pięter wieży, znajduje się 25 metrów nad poziomem gruntu. Wieża stale używana była do czasu wycofania parowozów z konińskiej stacji, czyli do 1978 roku. Do 1996 roku używana sporadycznie do uzupełniania wody w parowozach ciągnących okolicznościowe pociągi. Wieża, choć w stanie ogólnym dobrym, niszczeje. Ze względu na znaczną wysokość, wykorzystywana jest jako stacja bazowa telefonii komórkowej czy Internetu przesyłanego drogą radiową.

## Ruch pociągów

### Pociągi regionalne
Stacja Konin jest jedną ze stacji początkowych i końcowych na linii kolejowej nr 3 (tabela nr 300) dla pociągów regionalnych. Od 2013 zatrzymują się na niej wszystkie pociągi osobowe Kolei Wielkopolskich relacji Poznań Główny – Konin – Kłodawa – Kutno. Od czerwca 2017 roku do 15 lipca 2018 roku, w związku z modernizacją linii kolejowej nr 3, ruch pociągów spółki Koleje Wielkopolskie na odcinku Września – Konin został całkowicie zastąpiony zastępczą komunikacją autobusową. Wybrane autobusy kursowały także do stacji Poznań Główny.
Na odcinku Konin – Kutno pociągi osobowe kursowały normalnie do dnia 15 lipca 2018 roku. Od tego dnia pociągi zastąpiła zastępcza komunikacja autobusowa, aż do czerwca 2019 roku.

### Pociągi dalekobieżne
Z konińskiego dworca do czerwca 2017 roku odjeżdżały dalekobieżne pociągi spółki PKP Intercity: TLK, IC do wielu większych miast w Polsce oraz poza granice kraju – pociągi EuroCity. W związku z całkowitym zamknięciem dla ruchu odcinka Września – Konin, pozostawiono 1 parę pociągów TLK Bzura kursującą do stacji Warszawa Wschodnia, pozostałe skierowano objazdami przez Babiak, Piotrków Kujawski i Inowrocław Rąbinek na Magistralę Węglową. Zmniejszona także została liczba pociągów, wyznaczono także dodatkowe postoje w Gniezno dla pociągów EuroCity oraz Inowrocław Rąbinek, Piotrków Kujawski, Babiak, dla TLK i wybranych składów IC. Dla pociągów TLK i IC, dotychczas kursujących między Kutnem a Koninem zostały uruchomione 4 pary połączeń zastępczej komunikacji autobusowej. Komunikacja zastępcza obowiązywała do 15 lipca 2018 roku także na odcinku Konin – Słupca dla pociągu TLK Bzura.

## Komunikacja z dworcem

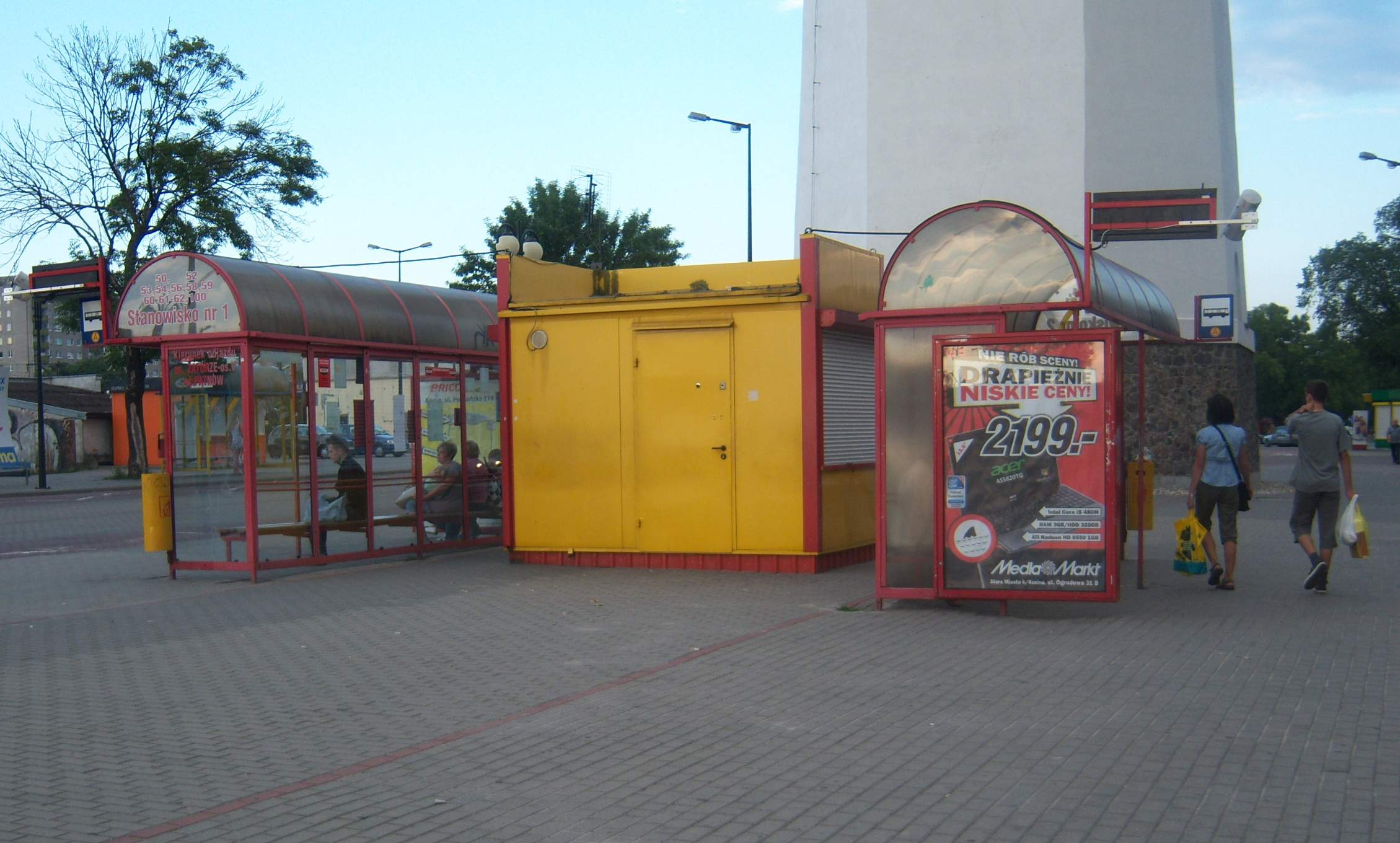
Przystanki MZK Konin w pobliżu dworca PKP

Około 50 metrów na zachód od budynku dworca znajduje się autobusowe centrum przesiadkowe obsługiwane przez MZK Konin (Dworzec PKP) i PKS Konin (Konin, Dworzec Kolejowy). Z przystanków PKS korzystają przede wszystkim przewoźnicy międzymiastowi, natomiast przystanki MZK Konin użytkowane są głównie przez przewoźników lokalnych oraz prywatnych, obsługujący wybrane połączenia międzymiastowe. 100 metrów na wschód od dworca znajduje się terminal, z którego krajowi i międzynarodowi przewoźnicy obsługują autokarowe połączenia międzynarodowe do Europy Zachodniej.